# Jonathan Lobert
Jonathan Lobert (ur. 30 kwietnia 1985 w Metzu) – reprezentant Francji w żeglarstwie, brązowy medalista XXX Letnich Igrzysk Olimpijskich w Londynie w klasie Finn.